# IC 1769
IC 1769 је спирална галаксија у сазвјежђу Пећ која се налази на листи објеката дубоког неба у Индекс каталогу.
Деклинација објекта је - 31° 55' 14" а ректасцензија 2h 0m 54,8s. Привидна величина (магнитуда) објекта IC 1769 износи 14,7 а фотографска магнитуда 15,5. IC 1769 је још познат и под ознакама ESO 414-21, PGC 7645.